# Triangulación
La triangulación, en geometría, es el uso de la trigonometría para determinar posiciones de puntos, medidas de distancias o áreas de figuras.
En geodesia, se emplea para determinar los puntos singulares de un territorio mediante el cálculo exacto de los vértices geodésicos, con sistemas de triángulos muy grandes, llamados redes de triangulación. También se utiliza en topografía.

Cálculo de distancias mediante triangulación

## Historia

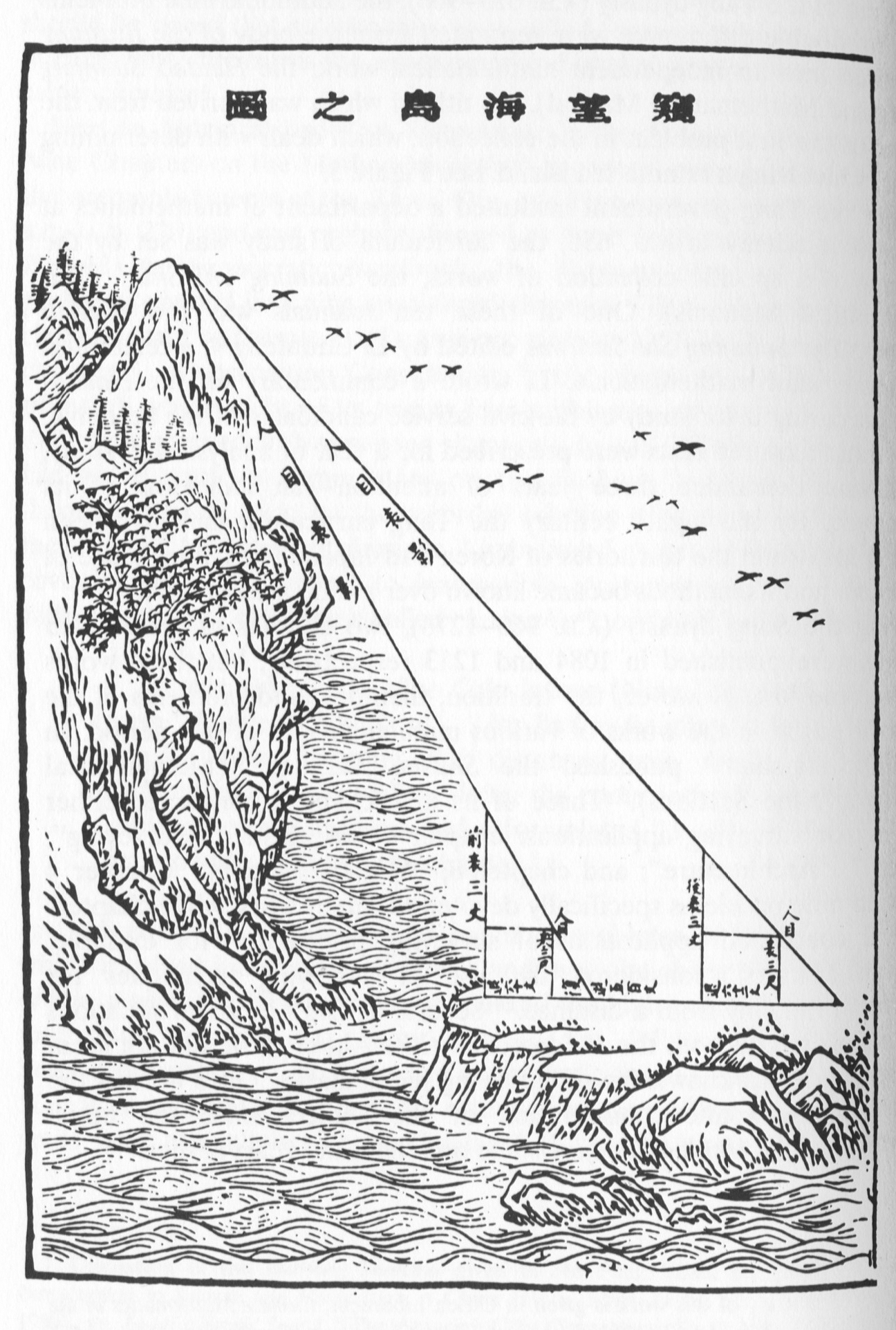
Triangulación. Liu Hui (c. 263): ¿Cómo se mide la altura de una isla del mar? Ilustración de una edición de 1726

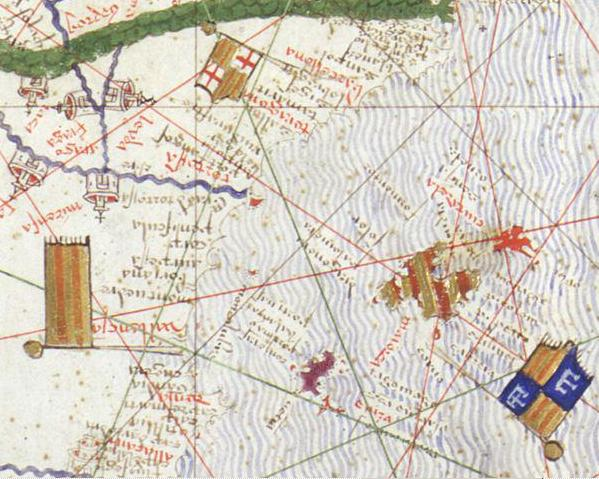
Atlas de Cresques, 1375: Baleares y costa mediterránea ibérica

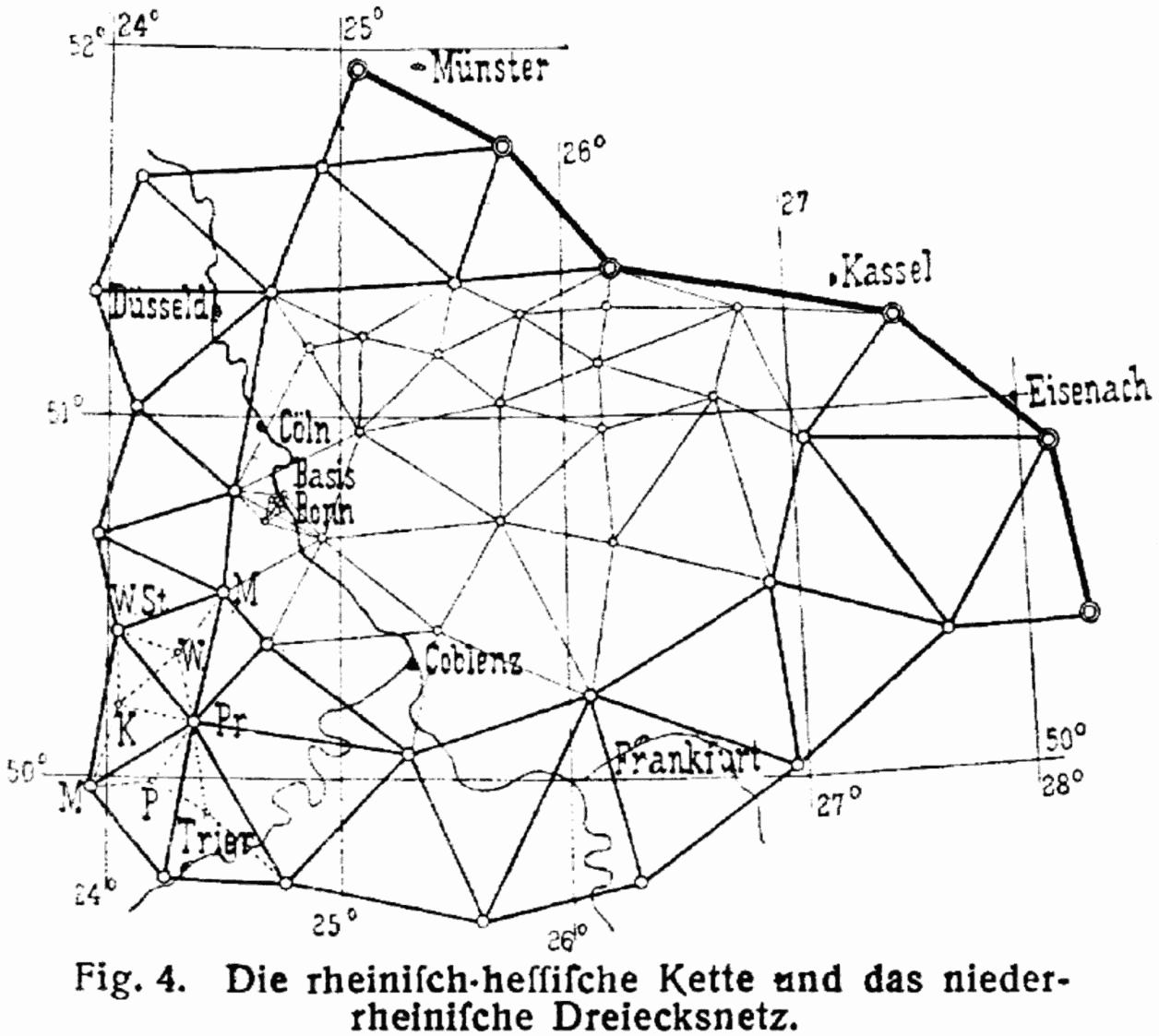
Red de triangulación de Renania-Hesse.

El método de la triangulación para calcular las distancias se remonta a la antigüedad. En el Antiguo Egipto esta técnica ya era conocida a principios del II milenio a. C., pues en el problema 57 del papiro Rhind se describe el seqt o seked como la pendiente (hipotenusa) de un triángulo rectángulo, definido como la relación de dos números enteros (catetos). Tales, en el siglo VI a. C., emplea triángulos semejantes para calcular la altura de las pirámides de Egipto, midiendo la longitud de sus sombras y comparándolas con su propia sombra. Herón de Alejandría (siglo I) determina la longitud de una distancia triangulando y utiliza un instrumento que se conoce como el dioptra de Herón.
En China, Pei Xiu (224-271), en el quinto de sus seis principios, identificó la medición de los ángulos rectos y agudos para un adecuado trazado de mapas, necesario para establecer con precisión las distancias; mientras que Liu Hui (c. 263) da una versión del cálculo anterior para la medición de las distancias perpendiculares a lugares inaccesibles.
Los métodos de triangulación utilizados por los agrimensores se introdujeron en la España medieval a través de varios tratados árabes sobre el astrolabio, como el de Ibn al-Saffar († 1035). Al-Biruni († 1048) introdujo también las técnicas de triangulación para medir el tamaño de la Tierra y las distancias entre diversos lugares, aunque dichos métodos parecen haber llegado lentamente al resto de Europa. El astrónomo Tycho Brahe aplicó el método en Escandinavia, triangulando en 1579 la isla de Hven. Lo emplearon los ingleses William Cunningham Cosmographical Glasse (1559), Valentine Leigh Treatise of Measuring All Kinds of Lands (1562), William Bourne Rules of Navigation (1571), Thomas Digges Geometrical Practise named Pantometria (1571) y John Norden Surveyor's Dialogue (1607).

### Cartografía mediante triangulación
En España, el portulano más antiguo se data en 1296 y es típico de los siglos XIV y XV. El cartógrafo neerlandés Gemma Frisius propuso utilizar la triangulación para determinar con exactitud la posición de lugares lejanos en su escrito de 1533 Libellus de Locorum describendorum ratione.

### Las modernas redes de triangulación
El uso sistemático de las modernas redes de triangulación deriva de los trabajos del matemático neerlandés Willebrord Snell, quien en 1615 estudió la distancia de Alkmaar a Bergen-op-Zoom, aproximadamente 110 km (60 millas), utilizando un conjunto de 33 triángulos. Las dos ciudades estaban separadas un grado sobre el meridiano, y con su medición fue capaz de calcular la longitud de la circunferencia de la Tierra -una hazaña que celebra en el título de su libro Eratóstenes Batavus (Los Eratóstenes neerlandeses), publicado en 1617—. Snell calculó la forma de corregir las fórmulas para adaptarlas a la curvatura de la Tierra.
Con los métodos de Snell, Jean Picard mide en 1669-70 un grado de latitud a lo largo del meridiano de París encadenando trece triángulos que se extendían desde el norte de París a la torre del reloj de Sourdon, cerca de Amiens. Gracias a las mejoras en los instrumentos y su exactitud, es calificada como la primera medición razonablemente precisa del radio de la Tierra. Entre 1683 y 1718 Jean-Dominique Cassini y su hijo Jacques Cassini miden, sobre el meridiano de París, desde Dunquerque a Perpiñán, y entre 1733 y 1740, Jacques y su hijo César Cassini llevan a cabo la primera triangulación de todo el país, incluyendo un nuevo estudio del meridiano, lo que lleva a la publicación en 1745 del primer mapa de Francia, construido sobre principios rigurosos.
A finales del siglo XVIII otros países comenzaron a establecer medidas con redes de triangulación para obtener mapas de sus países. La Principal Triangulation of Britain se inició por la Ordnance Survey en 1783, aunque no se terminó hasta 1853. El Gran Trigonometric Survey de la India, que cartografió el Monte Everest y los otros picos del Himalaya, comenzó en 1801.
Actualmente, las redes de triangulación a gran escala han sido sustituidas por el Sistema global de navegación por satélite (GNSS), establecidas desde la década de 1980. Sin embargo, muchos de los puntos de control de los anteriores estudios aún perduran como valiosos elementos históricos del paisaje, tales como los pilares de hormigón establecidos para la retriangulación de Gran Bretaña (1936-1962), o los puntos de triangulación del arco geodésico de Struve (1816-1855), proclamados por la UNESCO Patrimonio de la Humanidad.

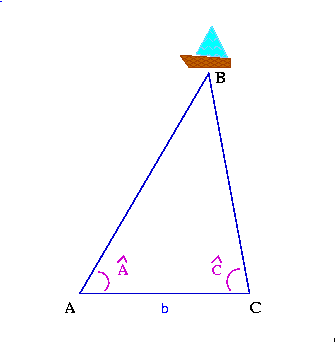
Triangulación geodésica

Estando en B, queremos conocer su posición relativa a los puntos de referencia P1, P2, y P3 en un plano bidimensional. Al medir r1 se reduce nuestra posición a una circunferencia. A continuación, midiendo r2, la reducimos a dos puntos, A y B. Una tercera medición, r3, nos devuelve nuestras coordenadas en B. Una cuarta medición también puede hacerse para reducir y estimar el error. Eso se conoce como resección o trilateración.

## Triangulación de superficies
La triangulación de superficies es un método de obtener áreas de figuras poligonales, normalmente irregulares, mediante su descomposición en formas triangulares. Lógicamente, la suma de las áreas de los triángulos da como resultado el área total.
El área de un triángulo se halla mediante la siguiente ecuación: 
{\displaystyle S={\frac {bh}{2}}={\frac {base\cdot altura}{2}}}
siendo S la superficie, b la longitud de cualquiera de los lados del triángulo y h la distancia perpendicular entre la base y el vértice opuesto a dicha base.

## Triangulación geodésica
Mediante triangulación, se pueden obtener las coordenadas de un punto no accesible B (el barco de la imagen). Primero, se calcula la distancia (A-C) existente entre dos puntos accesibles de la costa (cuyas coordenadas son A y C). Si medimos la amplitud de los ángulos de vértices (A) y (C), mediante trigonometría, obtendremos las distancias (A-B) y (C-B) y, por tanto, las coordenadas del tercer punto no accesible: B.
Resección: también en geodesia, conocidas las distancias a tres puntos y sus coordenadas, mediante trigonometría, se pueden determinar las coordenadas del punto del observador.

## Triangulación mediante GPS
En este contexto, la triangulación mediante GPS se realiza a través de un método matemático llamado Trilateración consiste en averiguar la distancia de cada una de las tres señales respecto al punto de medición. Conocidas las tres distancias se determina fácilmente la propia posición relativa respecto a los tres satélites. Además es indispensable conocer las coordenadas o posición de cada uno de los satélites. De esta forma se obtiene la posición absoluta o coordenadas reales del punto de medición. Este proceso recibe el nombre de trilateración.